# Silberhütter Kunstgraben
Der Silberhütter Kunstgraben ist ein für bergbauliche Zwecke angelegtes Wassergraben-System im mittleren Unterharz und das Kernstück des Unterharzer Wasserregals. Er besteht aus insgesamt sieben Teilgräben, die ein 27,1 km langes Netz bilden. Bis auf ein kurzes Reststück ist der gesamte Graben heute trockengelegt und teilweise zugeschüttet, im Gelände aber über weite Strecken noch erkennbar.

## Geschichte
Der Silberhütter Kunstgraben ist eigentlich ein Netz aus acht Teilstücken, die nie alle gleichzeitig in Betrieb waren. Der Name ist dabei irreführend, da nur wenige Teile des Systems tatsächlich Kunstgräben waren. Die Hauptfunktion war das Einsammeln von Wasser in höher gelegenen Einzugsgebieten kleiner Bäche und die Zuführung des Wassers zu Stauteichen.

### Stolberg
Der Graben war ursprünglich dazu gedacht, den um Straßberg  konzentrierten Bergbau der Grafschaft Stolberg-Stolberg mit Aufschlagwasser zu versorgen.
Das älteste Teilstück ist der Schindelbrücher Kunstgraben. Der Graben beginnt am Gräfingründer Teich, im Einzugsgebiet des Rödelbachs. Von Georg Christoph von Utterodt errichtet führte er das Wasser zum Faulen Pfützenteich. Am späteren Möllerteich wird ein Bach angeschnitten, der Wasser dem Büschengraben zuführt. Im weiteren Verlauf wird der Oberlauf eines kleinen, unbenannten rechten Nebenflusses des Rödelbaches angeschnitten. Der Graben endete am Faulen Pfützenteich, im Einzugsgebiet des Glasebachs. Die Wasserscheide zwischen Rödelbach und Glasebach wird durch die Kohlbergrösche überwunden. Mit der Fertigstellung war der Straßberger Bergbau kleinräumig mit Aufschlagwasser versorgbar. Über Rödelbach, oberen Rödelbachgraben, Büschengraben und Schindelbrücher Kunstgraben konnten alle Stauteiche mit Wasser versorgt werden.
Das Wasser erwies sich, trotz ausgeklügelter Trassierung und des Baus von zehn neuen Teichen, als nicht ausreichend für die aufwendige Wasserhaltung. Daher wollte Christian Zacharias Koch Wasser aus dem Flusssystem der Thyra heranführen. Dafür wurde der Ludengraben (auch Rieschengraben) errichtet. Da die 1724 erbetene Genehmigung zum Bau zunächst nicht erteilt wurde, erfolgte der Bau ohne gräfliche Genehmigung. Bis 1736 war der Graben, der den Oberlauf der Lude und die schmale Lude anschnitt, inklusive der Fuchsbergrösche und der Rösche Heißes Land fertiggestellt. Mit der Erteilung der gräflichen Genehmigung konnte 1745 die Ludenrösche zum Möllerteich (Verbindung Schindelbrücher Kunstgraben) und zum Gräfingründer Teich aufgefahren werden und der Rieschengraben seinen Betrieb aufnehmen.
Das System stellte, unter Berücksichtigung der gegebenen territorialen Verhältnisse, eine optimale Lösung mit höchstmöglicher Vernetzung dar. Der Siebenjährige Krieg und ihm folgende personelle und finanzielle Probleme führten zum Niedergang des Straßberger Bergbaus. Die Wassernutzungsrechte wurden 1761 von den Stolberger Grafen verkauft.

### Anhalt

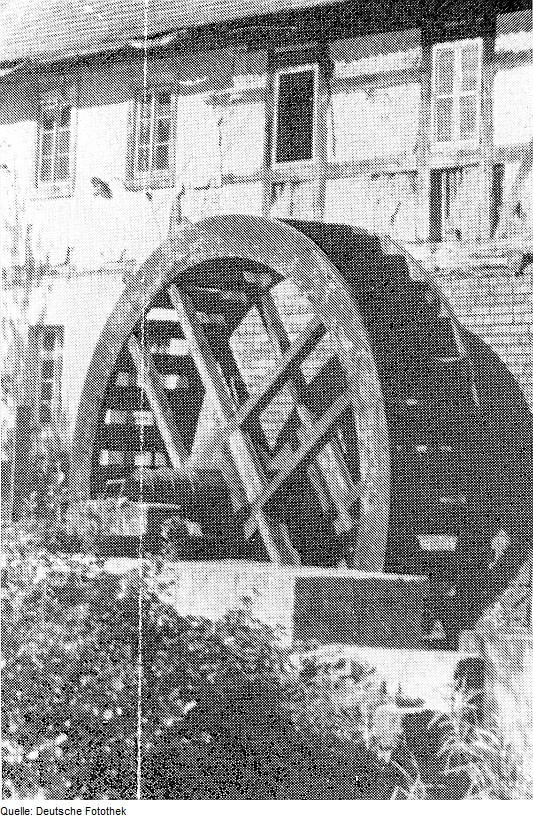
Wasserrad, wie es zuletzt noch angetrieben wurde

Im Fürstentum Anhalt-Bernburg, welches die Wassernutzungsrechte gekauft hatte, existierte zu diesem Zeitpunkt keine größere Wasserwirtschaft. Neben dem zu Zeiten des Fürstentums Anhalt-Harzgerode angelegten Birnbaumteich im Birnbaumer Revier sowie dem Teufelsteich und dem Grenzteich in Neudorfer/Biwender Revier war der Bergbau auf das jahreszeitlich stark schwankende Wasser von Teufelsgrundbach und Birnbaumbach angewiesen. Erst 1729  kam der Fürstenteich hinzu. Zudem verband der Fürst-Victor-Kunstgraben, errichtet 1696/97, den Teufelsgrundbach an der Mündung des Siebengrundbachs mit dem Mundloch des Fürst-Victor-Stollens.
1761 bis 1762 wurde der Anhaltische Graben errichtet. Oberhalb des Faulen Pfützenteichs vom Schindelbrücher Kunstgraben abzweigend, konnte das Wasser zunächst bis ins Quellgebiet des Birnbaumbachs verlängert werden. Dabei wurde die Trassierung so gewählt, dass auch dem Oberlauf der Schmalen Wipper, somit dem Grenzteich, Wasser zugeführt wurde. Nahe dem Endpunkt wurde 1779 der Kalbsaugenteich errichtet, um das Wasser aus dem Verbundsystem zu puffern. 1792/93 erfolgte der planmäßige Ausbau der Neudorfer Wasserhaltung. Neben sieben neuen Teichen wurde auch der Silberhütter Kunstgraben ausgebaut. Der Neudorfer Graben verlängerte 1793 den Silberhütter Kunstgraben vom Kalbsaugenteich zum Neudorfer Gemeindeteich. 1817 wurde vom Kalbsaugenteich ausgehend der Neue Graben errichtet, welcher den Kalbsaugenteich mit dem Neudorfer Graben verbindet. Um der Aufbereitungsanlage in Silberhütte zusätzliches Wasser bereitzustellen, wurde 1890 der Fürst-Victor-Kunstgraben durch den Silberhütter Aufschlaggraben bis zur Aufbereitungsanlage verlängert.
Der Neudorfer Bergbau endete 1903. Bis 1904 wurde der Siebengründer Graben, beginnend an der Einmündung von Neuem Graben in den Neudorfer Graben, errichtet. Der Graben führte dem Siebengrundbach und damit dem Teufelsteich, Silberhütter Pochwerksteich und Fürstenteich Wasser zu. Damit erhielt nun auch der Fürst-Victor-Kunstgraben, an dessen Anfang mittlerweile der Teufelsteich errichtet worden war, und der Silberhütter Aufschlaggraben Wasser aus dem Silberhütter Kunstgraben. Der Neudorfer Graben wurde, bis auf das kurze Teilstück zum Neuen Graben, trockengelegt. Das Wasser wurde genutzt, um das Pochwerk in Silberhütte mit Aufschlagwasser zu versorgen.
Nach dem Konkurs des Pochwerks im Jahr 1910 wurde das Wasser noch einige Jahre lang zur Energiegewinnung (Turbine an altem Pochwerks-Wasserrad) und zur Trinkwasserbereitstellung in Silberhütte genutzt. Nachdem der obere Teil des Systems schon ab 1910 trockengelegt war, wurde der Neudorfer Teil 1939 trockengelegt.

## Einzugsgebiet

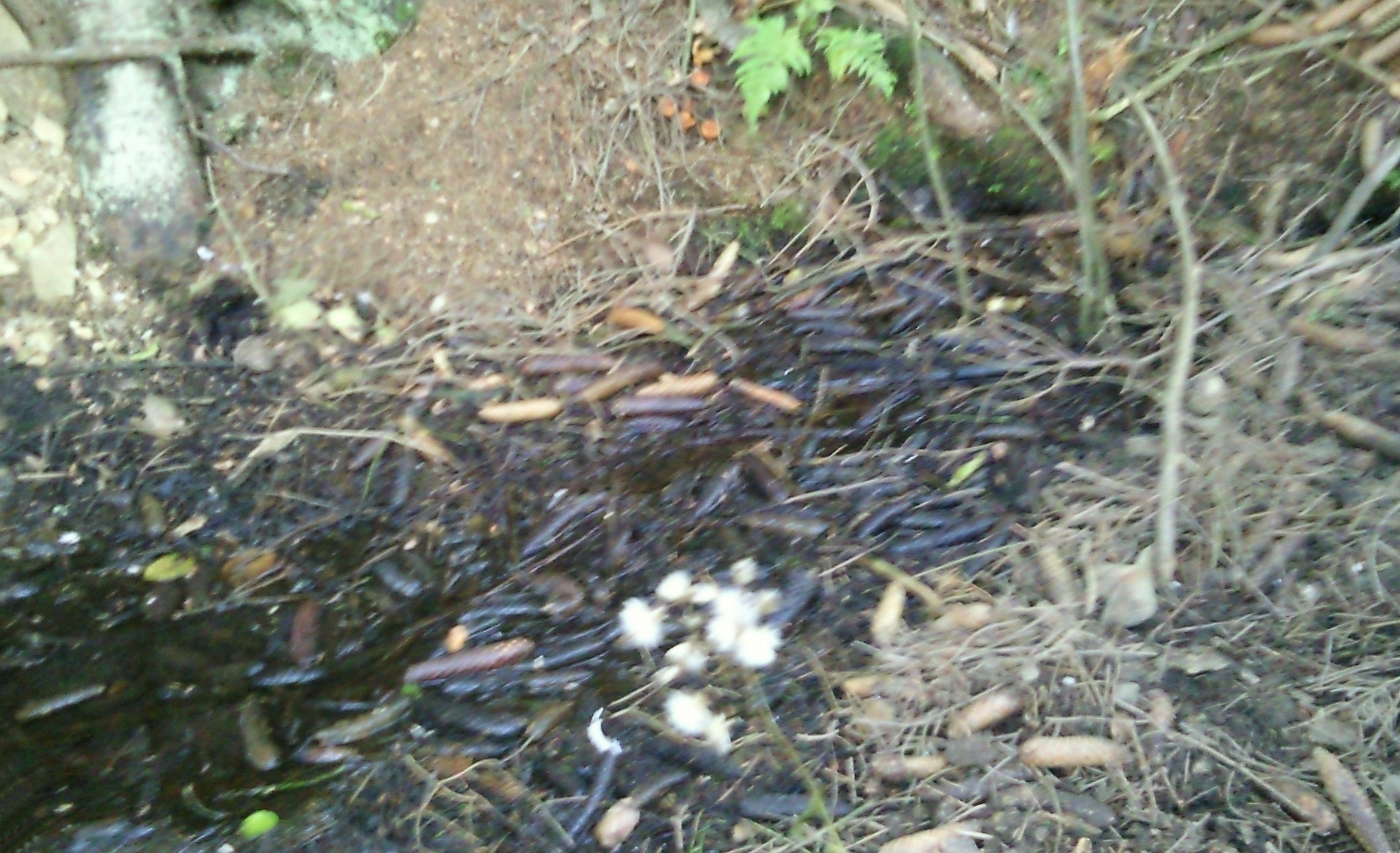
Beginn der Wasserführung am verbliebenen Teilstück des Rieschengrabens

Der Silberhütter Kunstgraben verbindet die Einzugsgebiete von insgesamt acht Bächen:
- Flusssystem Selke
  - Birnbaumbach – über den Neuen Graben
  - Glasebach – über den Schindelbrücher Kunstgraben
  - Rödelbach – über den Schindelbrücher Kunstgraben
  - Siebengrundbach – über den Siebengründer Graben
  - Teufelsgrundbach – über den Fürst-Victor-Kunstgraben
- Flusssystem Thyra
  - Lude – über den Rieschengraben
  - schmale Lude – über den Rieschengraben
- Flusssystem Wipper
  - schmale Wipper – über den Neudorfer Graben

Dabei überwindet das System des Silberhütter Kunstgrabens insgesamt neun Wasserscheiden, davon fünf durch Röschen. Die Gesamtniederschlagsfläche beträgt 13,6 km² (Selke 8 km², Thyra 4,5 km², Wipper 1,1 km²), die effektive Zuflussfläche beträgt 11,8 km².